# Unité urbaine de Saint-Seurin-sur-l'Isle
L'unité urbaine de Saint-Seurin-sur-l'Isle est une unité urbaine française centrée sur la ville de Saint-Seurin-sur-l'Isle  département de la Gironde.

## Données globales
En 2010, selon l'Insee, l'unité urbaine de Saint-Seurin-sur-l'Isle est composée de trois communes, toutes situées dans l'arrondissement de Libourne, subdivision administrative du département de la Gironde.
L'unité urbaine de Saint-Seurin-sur-l'Isle représente le pôle urbain de l'aire urbaine de Saint-Seurin-sur-l'Isle.

## Délimitation de l'unité urbaine de 2010
Liste des communes appartenant à l'unité urbaine de Saint-Seurin-sur-l'Isle selon la nouvelle délimitation de 2010 et sa population municipale.
| Nom                       | Code Insee | Statut | Superficie (km2) | Population (dernière pop. légale) | Densité (hab./km2) |
| ------------------------- | ---------- | ------ | ---------------- | --------------------------------- | ------------------ |
| Camps-sur-l'Isle          | 33088      |        | 3,02             | 620 (2022)                        | 205                |
| Saint-Médard-de-Guizières | 33447      |        | 10,37            | 2 408 (2022)                      | 232                |
| Saint-Seurin-sur-l'Isle   | 33478      |        | 8,83             | 3 161 (2022)                      | 358                |

## Évolution démographique
L'évolution démographique ci-dessous concerne l'unité urbaine de Saint-Seurin-sur-l'Isle délimitée selon le périmètre de 2010.
| 1968  | 1975  | 1982  | 1990  | 1999  | 2010  | 2015  | 2018  | 2022  |
| ----- | ----- | ----- | ----- | ----- | ----- | ----- | ----- | ----- |
| 3 831 | 4 250 | 4 736 | 4 767 | 4 870 | 5 984 | 6 138 | 6 133 | 6 189 |

### Articles externes
- L'unité urbaine de Saint-Seurin-sur-l'Isle sur le splaf Gironde
- Composition communale de l'unité urbaine de Saint-Seurin-sur-l'Isle selon le nouveau zonage de 2010